# Список федерально признанных индейских племён в Орегоне

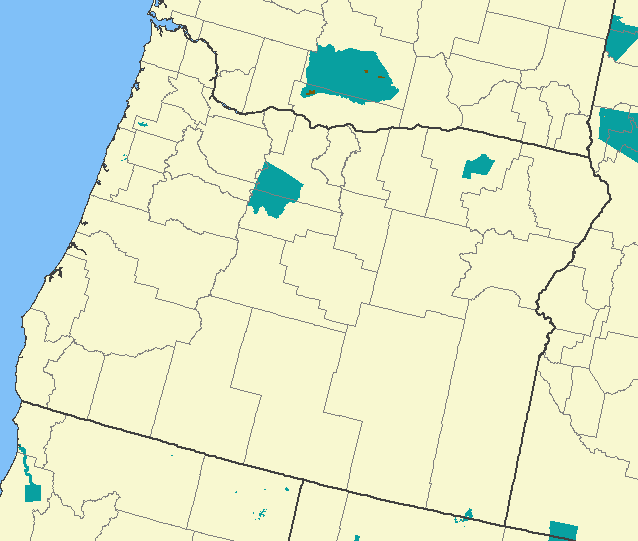
Индейские земли

Ниже представлен список федерально признанных индейских племён в штате Орегон.
Эти индейские племена признаны Бюро по делам индейцев США для работы некоторых федеральных государственных органов. Эти племенные правительственные учреждения и конфедерации могу соответствовать отдельным племенам, которые жили на исторической территории Орегона.

## Орегонские племена
По состоянию на 2008 год в штате Орегон насчитывалось девять федерально признанных племён. Они перечислены здесь по названиям, данными им правительством; самоназвание может отличаться.
- Конфедеративные племена индейцев коу, нижнего ампкуа и сюслава
- Конфедеративные Племена Сообщества Великих Ронд Орегона
- Конфедеративные племена индейцев Силетц
- Конфедеративные племена индейской резервации Уматилла
- Конфедеративные племена Уорм-Спрингс
- Группы племени индейцев племени ампуа
- Племена кламат

## Племена Невады / Орегона
На пересечении границ штатов Невада и Орегон проживает также группа «Форт МакДермитт Пайут и Шошонов», административно относящаяся к территории штата Орегон.

## Исключённые
Племя чинуков были признаны правительством США в 2001 году, но затем это решение в 2002 году было отменено.

## Отклонённые
Есть несколько других племён, чьи ходатайства о федеральном признании были отклонены по различным причинам. Одна из этих групп — Конфедеративные племена Клатсоп-Нехалем в штате Орегон, группа Клатсоп и Тилламук (также известная как Нехалем), которые живут на северном побережье Орегона.